# ماوريسيو روميرو (لاعب كرة قدم)
ماوريسيو روميرو (بالإسبانية: Mauricio Romero Sellarés)‏ هو لاعب كرة قدم كولومبي في مركز الوسط، ولد في 1 أغسطس 1979 في مدينة كالي في كولومبيا. لعب مع أتلتيكو جونيور وأتليتيكو بوكارامانغا وأمريكا دي كالي وأونس كالداس وديبورتيس كوينديو وديبورتيفو باستو وسيينسيانو ونادي كاستييون.